# Pandanus utilis
Pandanus utilis är en enhjärtbladig växtart som beskrevs av Jean-Baptiste Bory de Saint-Vincent. Pandanus utilis ingår i släktet Pandanus och familjen Pandanaceae. Inga underarter finns listade.

## Bildgalleri

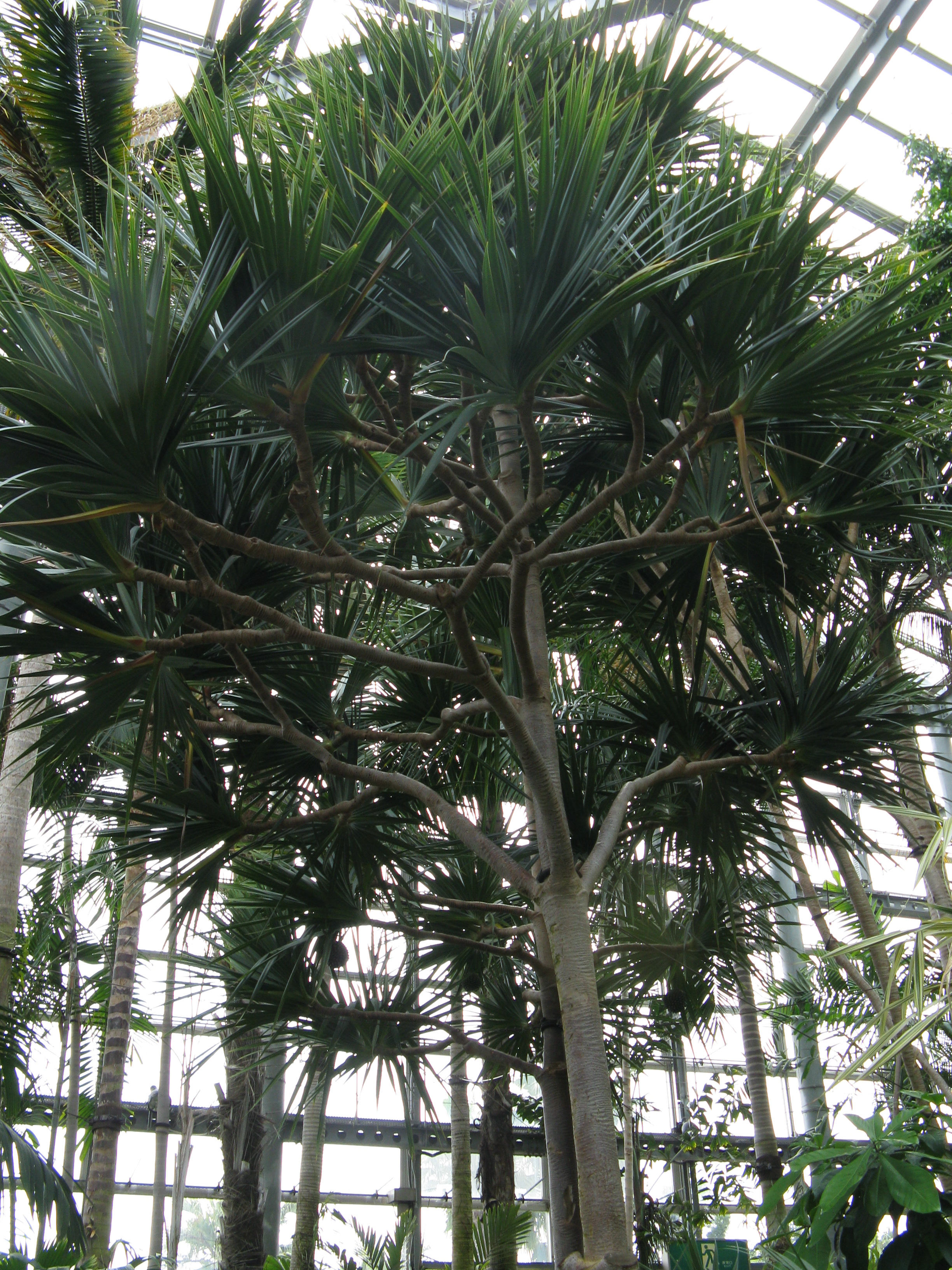
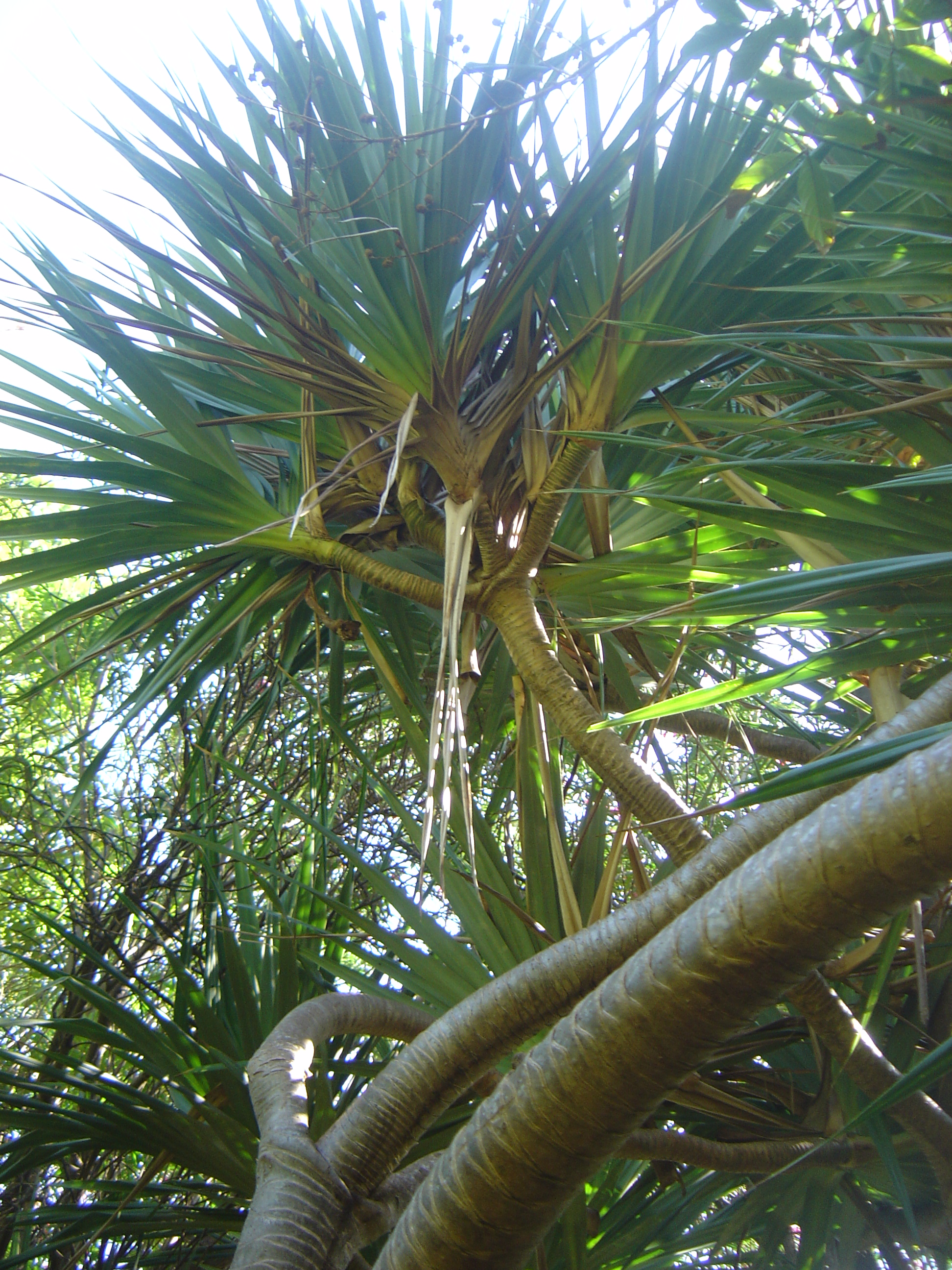
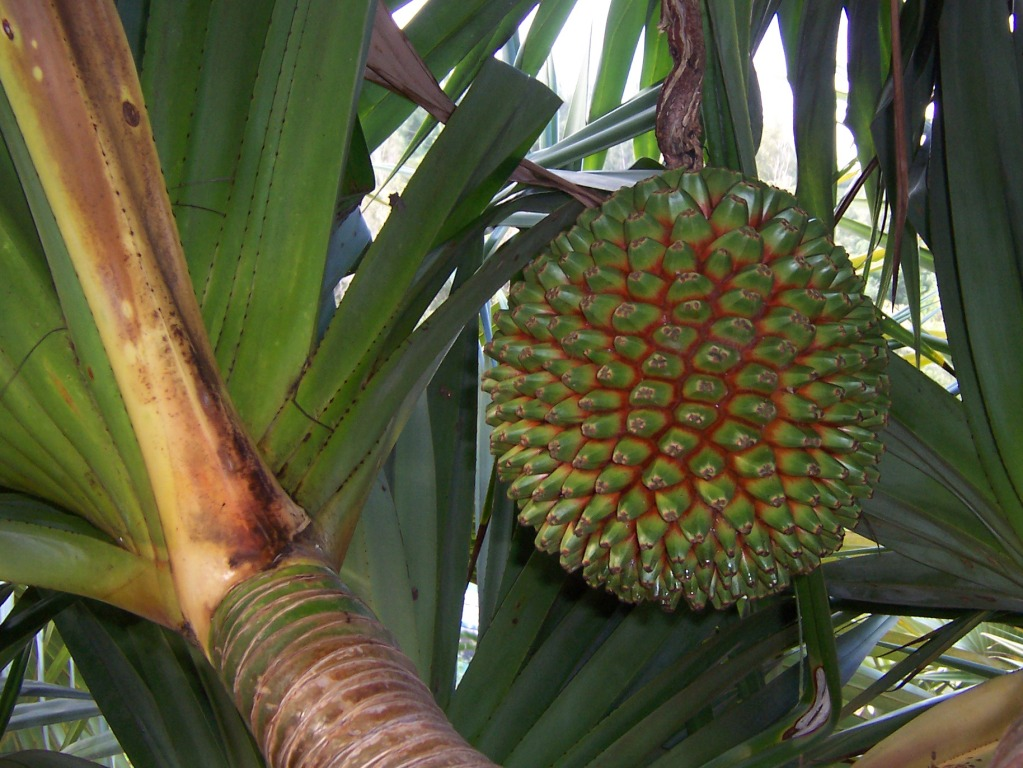
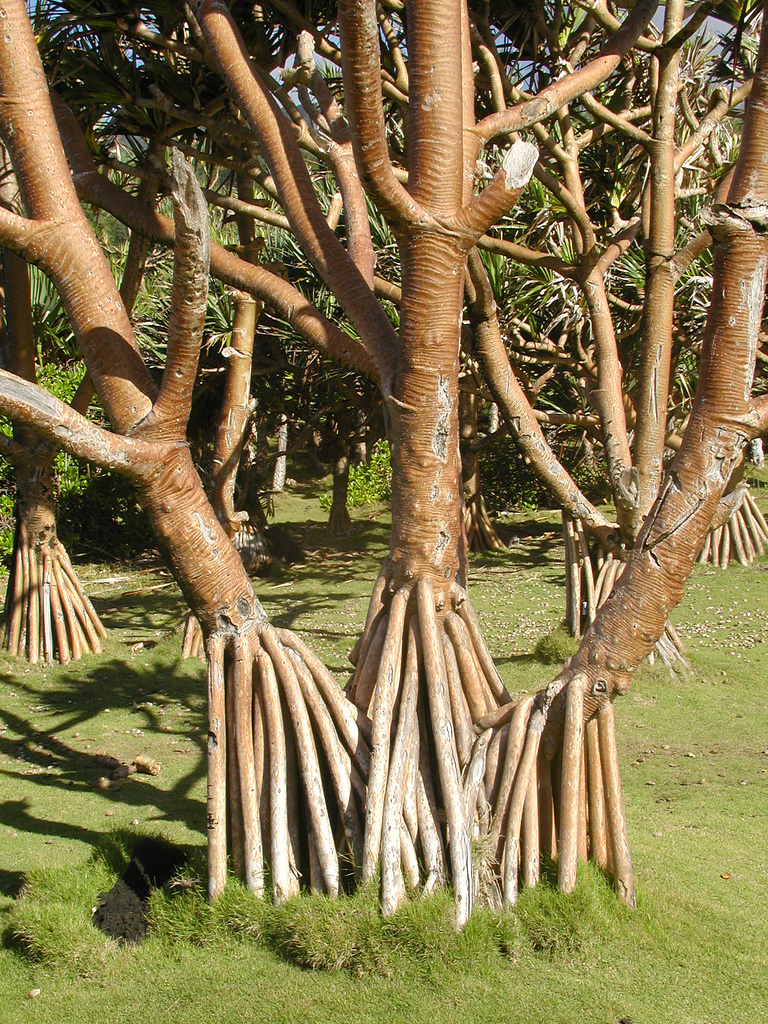
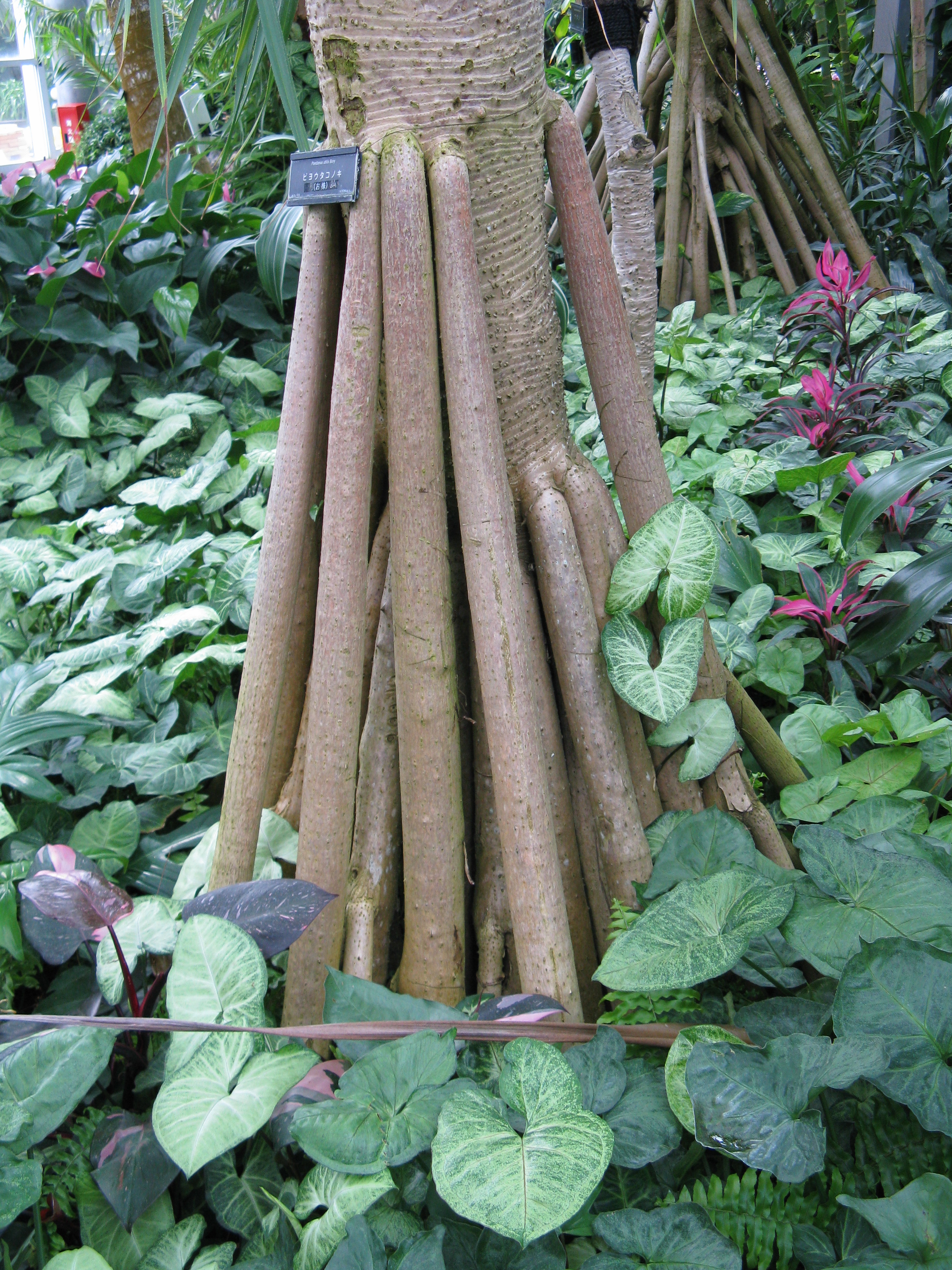
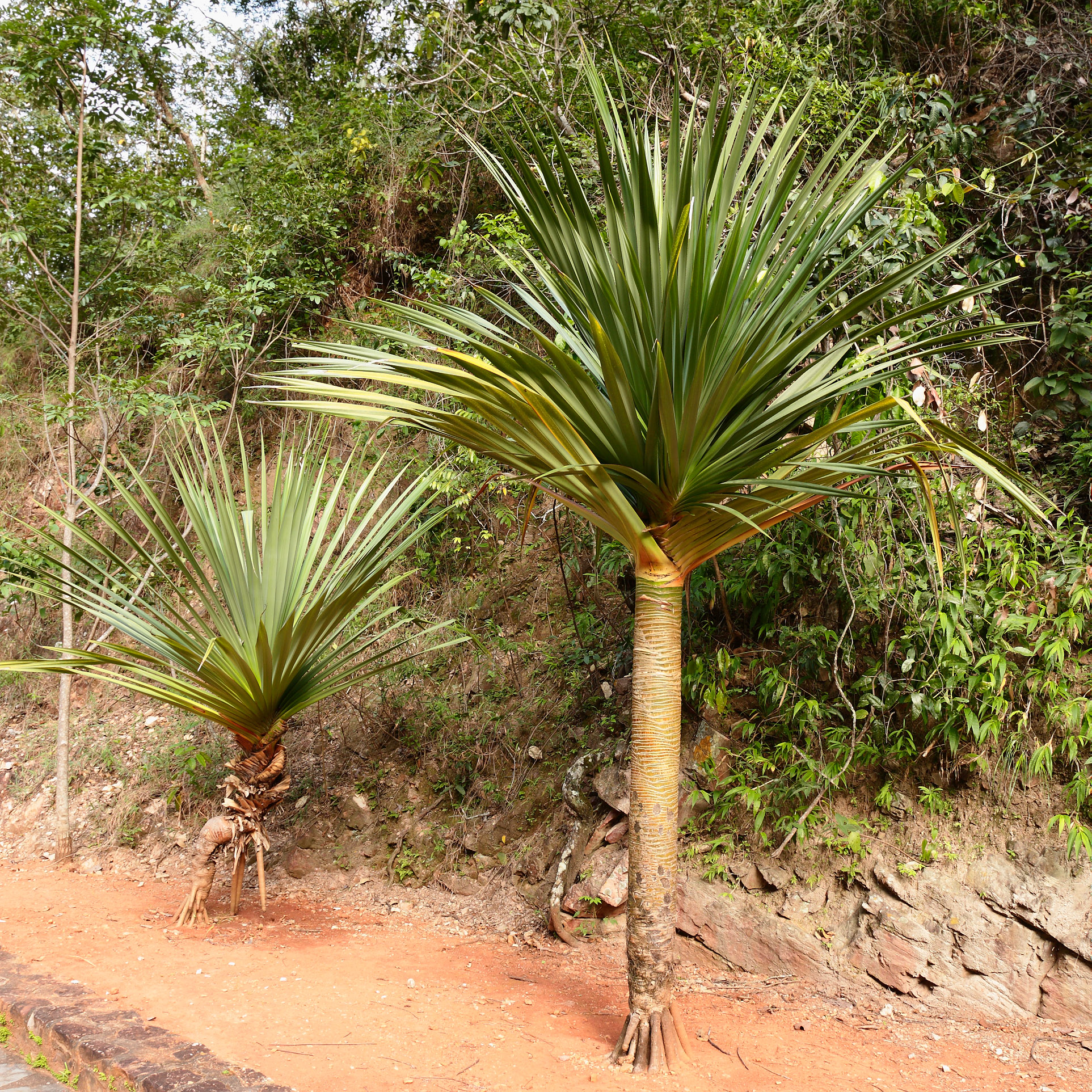